# King Salmon (Nushagak)
Pour les articles homonymes, voir King Salmon (homonymie).
La rivière King Salmon est un cours d'eau d'Alaska, aux États-Unis situé dans la région de recensement de Dillingham. C'est un affluent du fleuve Nushagak.

## Description
Longue de 45 milles (72 km), elle coule en direction de l'est pour rejoindre le fleuve Nushagak à 100 milles (161 km) au sud de Sleetmute.
Elle a été référencée en 1898.

## Sources
- (en) « King Salmon (Nushagak) », Geographic Names Information System